# Longtown (Missouri)
Longtown è un villaggio degli Stati Uniti d'America, situato nello Stato del Missouri, nella contea di Perry.